# Martin Dopazo
Martin Dopazo é um atleta argentino. Nos Jogos Olímpicos de Verão de 2004, ele alcançou o 23º lugar em saltos individuais no hipismo, com o cavalo Furka du Village.
Dopazo é um sobrenome de origem espanhola, mais precisamente da Galiza. Oriundo do nome "dos Passos".
Sobrenome Dopazo, composto da raiz galega "do" que significa"de" e a palavra galega "pazo" que significa " casa ensolarada" ou casa de campo, por conseguinte um portador deste sobrenome era alguém que vivia próximo de uma "casa de campo". "Dos Passos" = sobrenome português, Nosso Senhor dos Passos. "Pazo" é espanhol para a palavra "Paço", propriedade de campo, quinta ou palacete.